# Světice (Bystřany)
Světice (německy Zwettnitz) je část obce Bystřany v okrese Teplice. Nachází se na jihu Bystřan. V roce 2011 zde trvale žilo 478 obyvatel.
Světice leží v katastrálním území Bystřany-Světice o rozloze 3,39 km². V katastrálním území Bystřany-Světice leží i Úpořiny.

## Historie
První písemná zmínka o vesnici pochází z roku 1386.

## Obyvatelstvo
|                                                                       | 1869 | 1880 | 1890 | 1900 | 1910 | 1921 | 1930 | 1950 | 1961 | 1970 | 1980 | 1991 | 2001 | 2011 | 2021 |
| --------------------------------------------------------------------- | ---- | ---- | ---- | ---- | ---- | ---- | ---- | ---- | ---- | ---- | ---- | ---- | ---- | ---- | ---- |
| Obyvatelé                                                             | 122  | 219  | 246  | 416  | 470  | 411  | 531  | 388  | 420  | 357  | 278  | 259  | 431  | 478  | 520  |
| Domy                                                                  | 17   | 26   | 34   | 43   | 47   | 48   | 65   | 79   | .    | 70   | 64   | 66   | 73   | 90   | 121  |
| Počet domů z roku 1961 je zahrnut v počtu domů místní části Bystřany. |      |      |      |      |      |      |      |      |      |      |      |      |      |      |      |

## Další fotografie

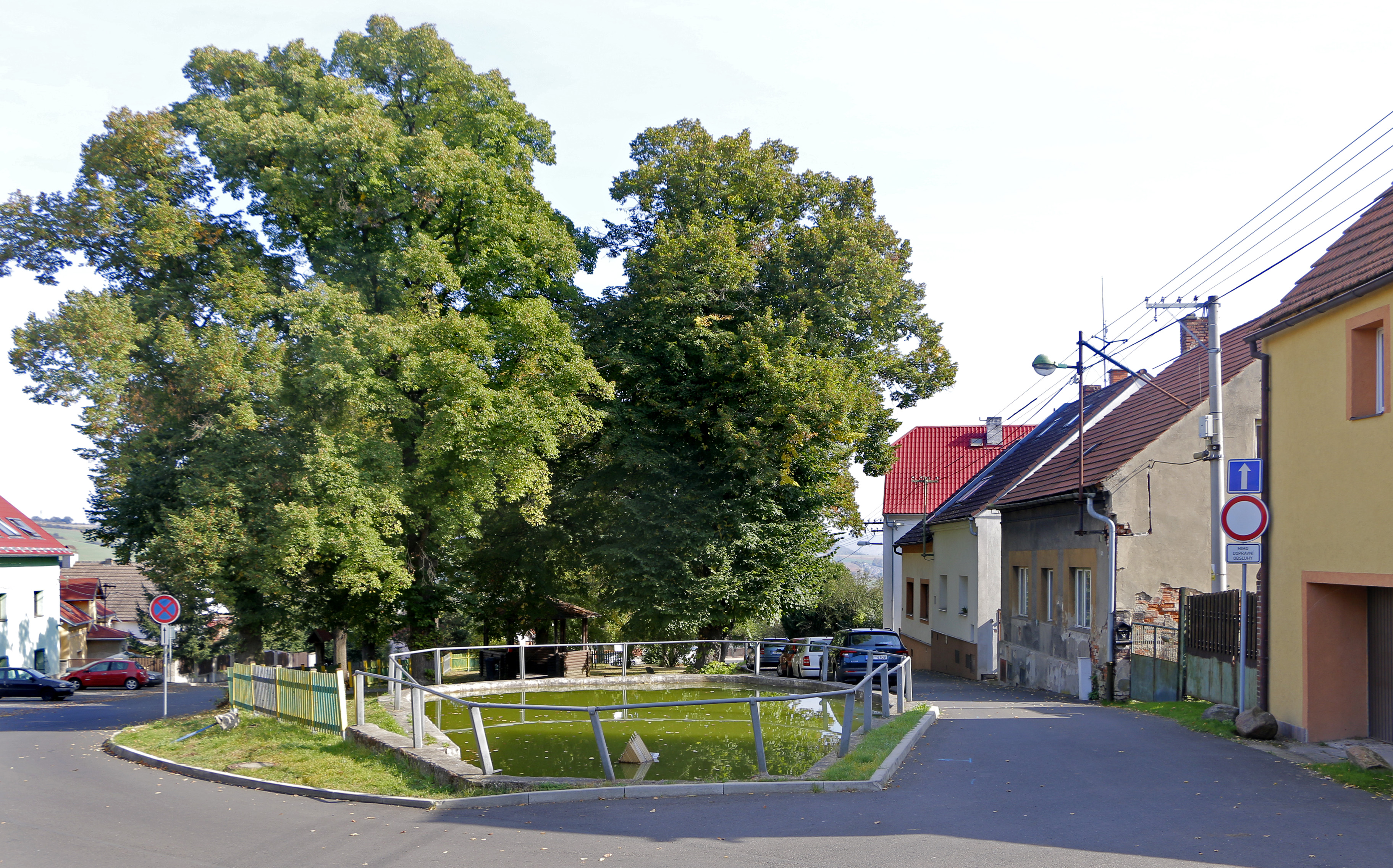
Náměstí J. Koziny
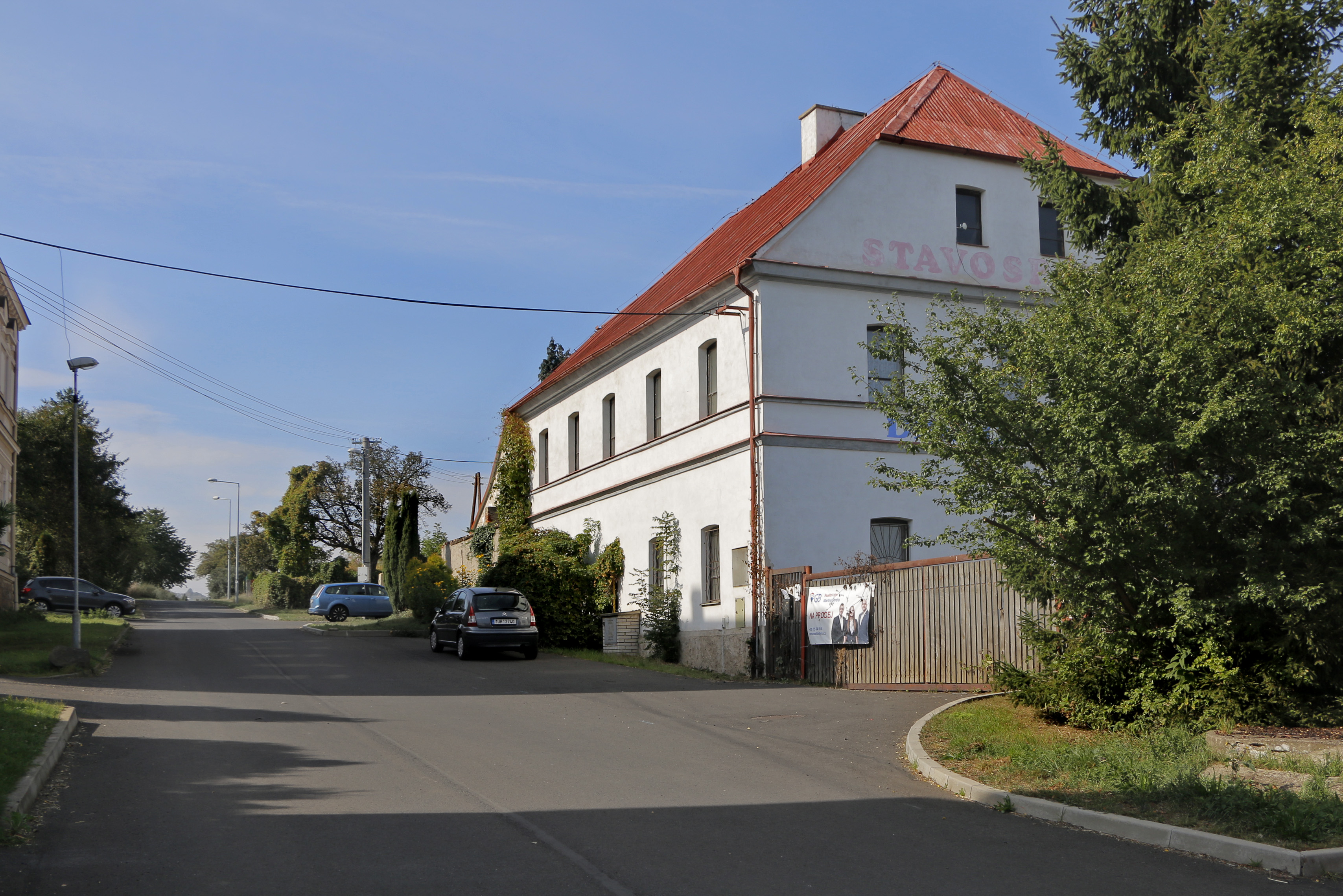
Dům čp. 1